# Moskiewski Instytut Energetyczny
Moskiewski Instytut Energetyczny (ros. Московский энергетический институт, w skrócie МЭИ – MEI) – rosyjska uczelnia wyższa kształcąca w dziedzinie energetyki, elektrotechniki, radiotechniki, elektroniki, technologii informatycznych i zarządzania.
Założony w 1930 roku. W 2011 roku uzyskał status narodowego uniwersytetu badawczego. Oficjalna nazwa to Narodowy Uniwersytet Badawczy „MEI” (ros. Национальный исследовательский университет «МЭИ»).
Uczelnia posiada 12 instytutów, 65 katedr, 176 laboratoriów badawczych, biuro projektowe i zakład pilotażowy, unikalną elektrociepłownię, własny ośrodek edukacyjny SES, największą w Rosji bibliotekę naukowo-techniczną, stadion „Energia”, basen i centrum kultury.
Kadra dydaktyczna: 7 pracowników naukowych i członków korespondencyjnych Rosyjskiej Akademii Nauk, 262 doktorów nauk, 715 kandydatów nauk.
Budynki edukacyjne znajdują się w dzielnicy Lefortowo w Moskwie. Domy studenckie, przychodnia, stołówki i kawiarnie znajdują się w miasteczku studenckim przy ulicach Eniergieticzieskiej, Łapina, Eniergieticzieskij projezd i Siniczkina. Uczelnia posiada swoje filie w Smoleńsku, Wołżsku, Konakowie i Duszanbe.
Uczelnia wydaje własną gazetę „Eniergietik”, studenckie radio MEI i telewizję MEI TV.
MEI wykształciło ponad 200 tysięcy specjalistów w różnych dziedzinach nauki i techniki.